# 迦纳可县

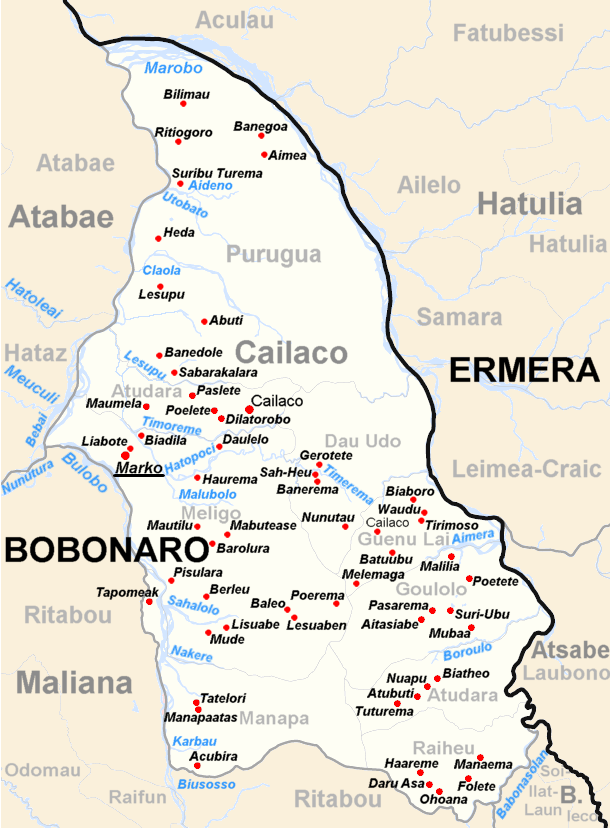
迦纳可县的地图

迦纳可县是东帝汶民主共和国博博纳罗区的一个县，  2004年人口统计是，该县人口为8,374。该县面积205.17平方公里，2010年人口普查时时人口为9957，县治位于Marko。